# David Guzmán
David Guzmán (San José, 18 febbraio 1990) è un calciatore costaricano, centrocampista del Saprissa.

## Palmarès

### Club

#### Competizioni nazionali
- Campionato costaricano: 5

Saprissa: Verano 2010, Verano JPS 2014, Invierno JPS 2014, Invierno Banco Popular 2015, Invierno 2016

### Nazionale
- Campionato nordamericano di calcio Under-20: 1

2009